# Aapo Mäenpää
Aapo Mäenpää (Hämeenlinna, Finlandia; 14 de enero de 1998) es un futbolista finlandés. Su posición es defensa y su actual club es el FC Ilves Tampere de la Veikkausliiga de Finlandia.

## Trayectoria

### FC Ilves Tampere
El 4 de noviembre de 2021 se da su llegada al FC Ilves Tampere firmando un contrato por dos años con opción a un año más.

## Estadísticas

### Clubes
Actualizado al último partido jugado el 25 de mayo de 2024.
| FC Haka · Finlandia | 2.ª                 | 2015                | 12  | 1 | 3  | 0 | - | - | 15  | 1 | 0.06 |
| FC Haka · Finlandia | 2.ª                 | 2016                | 19  | 0 | 1  | 0 | - | - | 20  | 0 | 0.00 |
| FC Haka · Finlandia | Total               | Total               | 31  | 1 | 4  | 0 | 0 | 0 | 35  | 1 | 0.02 |
| IFK Mariehamn · Finlandia | 1.ª                 | 2017                | 20  | 0 | 4  | 0 | 2 | 0 | 26  | 0 | 0.00 |
| IFK Mariehamn · Finlandia | 1.ª                 | 2018                | 11  | 0 | 3  | 0 | - | - | 14  | 0 | 0.00 |
| IFK Mariehamn · Finlandia | 1.ª                 | 2019                | 24  | 0 | 9  | 0 | - | - | 33  | 0 | 0.00 |
| IFK Mariehamn · Finlandia | 1.ª                 | 2020                | 18  | 0 | 2  | 0 | - | - | 20  | 0 | 0.00 |
| IFK Mariehamn · Finlandia | 1.ª                 | 2021                | 10  | 0 | 1  | 0 | - | - | 11  | 0 | 0.00 |
| IFK Mariehamn · Finlandia | Total               | Total               | 83  | 0 | 19 | 0 | 2 | 0 | 104 | 0 | 0.00 |
| FC Ilves Tampere · Finlandia | 1.ª                 | 2022                | 22  | 0 | 2  | 0 | - | - | 24  | 0 | 0.00 |
| FC Ilves Tampere · Finlandia | 1.ª                 | 2023                | 23  | 0 | 11 | 1 | - | - | 34  | 1 | 0.03 |
| FC Ilves Tampere · Finlandia | 1.ª                 | 2024                | 8   | 1 | 5  | 0 | - | - | 13  | 1 | 0.08 |
| FC Ilves Tampere · Finlandia | Total               | Total               | 53  | 1 | 18 | 1 | 0 | 0 | 71  | 2 | 0.02 |
| Total en su carrera | Total en su carrera | Total en su carrera | 167 | 2 | 41 | 1 | 2 | 0 | 210 | 3 | 0.01 |
| (1) Incluye datos de Copa de la Liga de Finlandia y Copa de Finlandia. (2) Incluye datos de Liga de Campeones de la UEFA y Liga Europa de la UEFA. (3) No incluye goles en partidos amistosos. |                     |                     |     |   |    |   |   |   |     |   |      |